# ダイシン設計
ダイシン設計株式会社（ダイシンせっけい）は、北海道札幌市中央区に本社を置く北海道を基盤とする総合建設コンサルタント会社。

## 沿革
- 1979年11月21日、ダイシン設計株式会社創立
- 1979年12月、測量業登録
- 1980年5月、建設コンサルタント業登録
- 1986年12月、地質調査業登録
- 1991年10月、補償コンサルタント登録
- 1995年4月、一級建築士事務所登録

## 事業所
- 本社 - 札幌市中央区北5条西6丁目1番地23（道通ビル4階）
- 深川支店 - 深川市開西町2丁目7番15
- 道北営業所 - 枝幸郡枝幸町栄町910-11
- 道南営業所 - 函館市尾札部町1950
- 道東営業所 - 標津郡中標津町東21条南10-25
- 帯広営業所 - 河東郡士幌町字士幌西1線168番地40
- オホーツク営業所 - 網走郡美幌町字元町39番地93

## 所属団体
- 一般社団法人 北海道測量設計業協会[2]
- 一般社団法人 北海道農業土木測量設計協会[3]
- 一般社団法人 北海道地質調査業協会[4]
- 一般社団法人 北海道建築士事務所協会[5]
- 一般社団法人 ランドスケープコンサルタンツ協会　北海道支部[6]
- 一般社団法人 日本補償コンサルタント協会[7]
- 公益社団法人 日本コンクリート工学会
- 公益社団法人 地盤工学会（北海道支部）
- 一般社団法人 全日本建設技術協会
- 北海道ドローン協会